# Estação Conde de Casal
Conde de Casal é uma estação da Linha 6 do Metro de Madrid (Espanha).

## História
A estação foi inaugurada em 11 de outubro de 1979, juntamente com as outras estações do trecho entre as estações Pacífico - Cuatro Caminos da Linha 6.